# Zielfoto

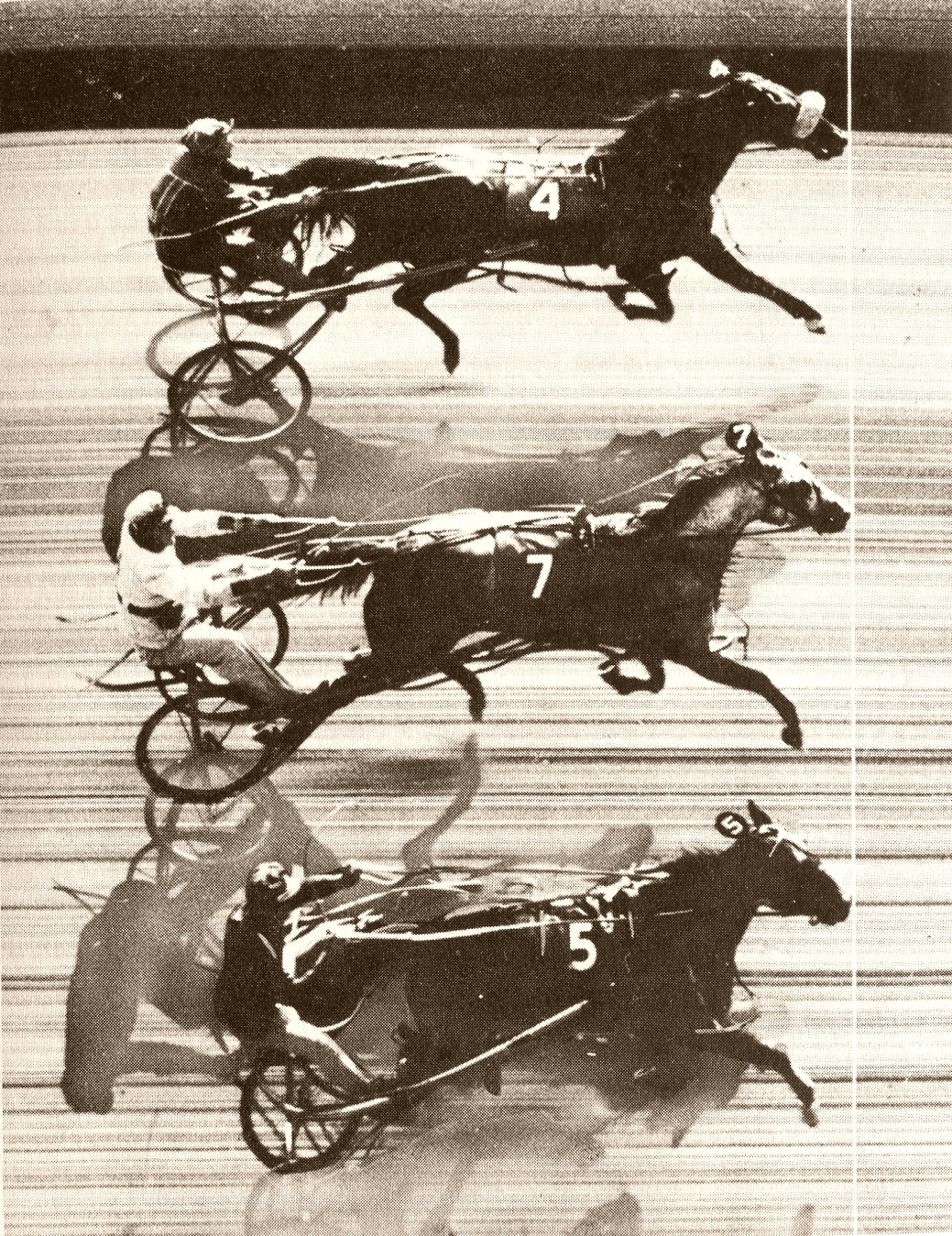
Das Zielfoto des ersten toten Rennens mit drei Siegern im Trabrennen, 3. Oktober 1953 am Freehold Raceway, USA

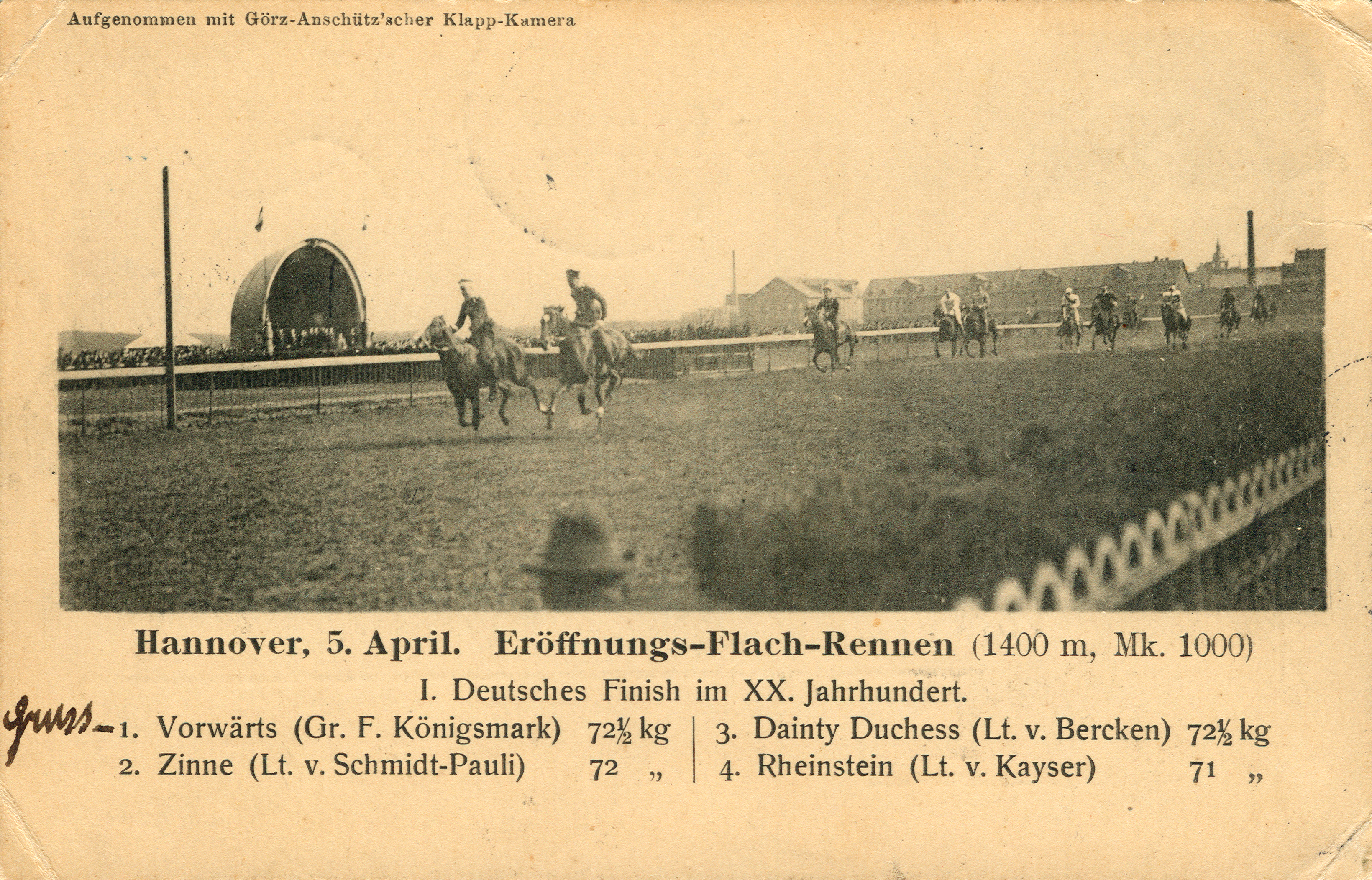
5. April 1900: „1. Deutsches Finish im XX. Jahrhundert“, organisiert durch den Hannoverschen Rennverein und „aufgenommen mit Görz-Anschütz'scher Klapp-Camera“

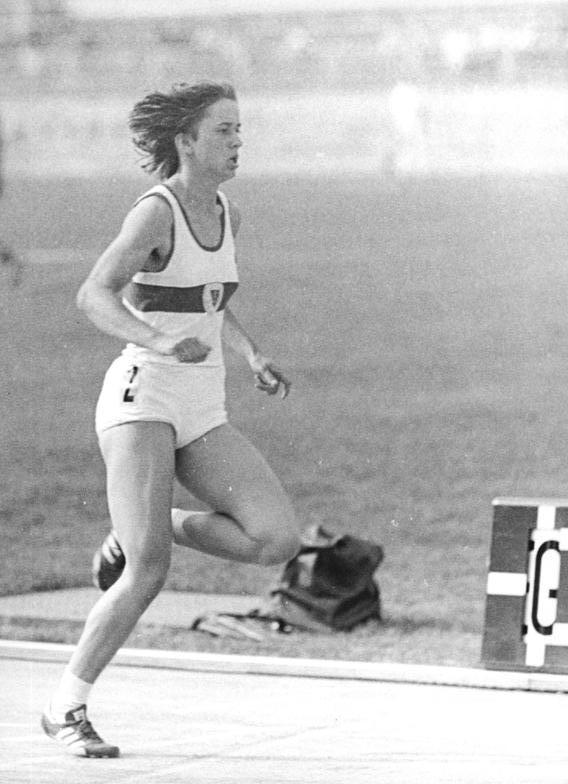
Trommel im Zielbereich mit rotierendem Schriftzug "OMEGA" (DDR-Leichtathletik-Meisterschaften 1977 in Dresden)

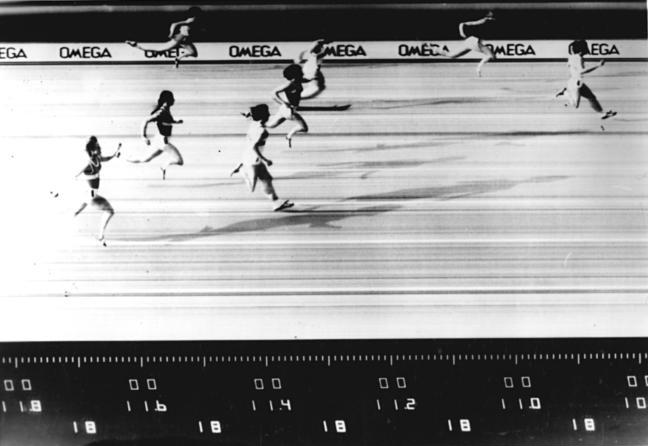
Zielfoto mit "OMEGA"-Schriftzug (DDR-Leichtathletik-Meisterschaften 1977 in Dresden)

Ein Zielfoto wird in vielen Sportarten angefertigt, um die Einlaufreihenfolge und die Einlaufzeiten der Sportler im Ziel zweifelsfrei zu dokumentieren. Ein Zieleinlauf, bei dem die Einlaufreihenfolge nur durch Auswertung des Zielfotos ermittelt werden kann, wird als Fotofinish bezeichnet.
Die klassische Art der Zielfotoerzeugung benutzt eine Fotokamera, bei der der Film hinter einem feststehenden Schlitzverschluss mit einer geeigneten Geschwindigkeit entlang bewegt wird. Dabei sind Objektiv und Schlitz genau auf die Ziellinie ausgerichtet, wodurch nur dieser Bereich zu verschiedenen Zeiten belichtet wird. Nachteilig an diesem Verfahren ist, dass die Filmentwicklung längere Zeit benötigt und somit das Rennergebnis nicht sofort vorliegt.
Später wurde das Zielfoto meist mit einer Videokamera und einem Videorekorder aufgenommen, welcher mindestens 100 Bilder in der Sekunde aufzeichnen musste. Die aktuell am häufigsten benutzte Methode bei wichtigen Veranstaltungen ist eine digitale Fotofinish-Kamera, die die Ziellinie filmt und dabei einen Zielfotostreifen auf dem Computer erstellt. Moderne Kameras können einige tausend Zeilen pro Sekunde aufnehmen, die dann zu einem Zielfoto zusammengesetzt werden. 

## Digitale Fotofinish-Kameras

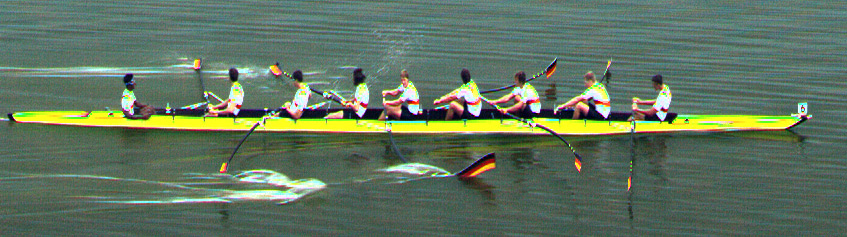
Ein Ruderboot aufgenommen mit einer digitalen Fotofinish-Kamera

Bei den digitalen Fotofinish-Kameras sieht man auf dem Zielfoto ausschließlich die Ziellinie, da die Kamera zwar vertikal die volle Bildhöhe filmt, horizontal aber nur jeweils ein Pixel aufnimmt und sämtliche Bilder horizontal hintereinander reiht. Alles, was sich schnell vor der Kamera vorbeibewegt, sieht wie gewohnt aus, was sich langsam vorbeibewegt, wirkt in die Breite verzerrt. Ski-Stöcke oder Skull bzw. Riemen beim Rudern wirken dann gekrümmt, anstatt gerade, wie man es erwarten würde. 
Da die Pixel von der Kamera hintereinander gesetzt werden, spielt es keine Rolle, in welche Richtung sich die Person oder der Gegenstand bewegt. 

### Einsatz
Digitale Fotofinish-Kameras werden am häufigsten verwendet, da sie präzise, einfach zu handhaben und zuverlässig sind. Unterstützt werden teilweise Zeitauflösungen im Bereich von 1/2.500 s bis hin zu 1/10.000 s. Hohe Auflösungen benötigt man beispielsweise im Kanurennsport, wo Zeitangaben meist auf eine Tausendstelsekunde genau und nötige Sicherheit bei der Messung gegeben sein sollen.

### Sicherstellung korrekter Zeitmessung
Die Ausrichtung der Kamera spielt eine große Rolle. Geringfügige Abweichungen von der Ziellinie können zu falschen Ergebnissen führen. Besonders kompliziert gestaltet sich das Ausrichten, da die Kamera nicht nach links oder rechts gekippt (falsche Messpunkte) oder gedreht (falsche Zieleinlaufdarstellung) sein darf. Weiterhin muss die Kamera in einem genügenden Winkel aufgestellt sein, mit dem alle notwendigen Details sichtbar werden, ohne dass Überlappungen eine Auswertung verhindern könnten. Auch muss sichergestellt sein, dass die Bildschärfe für alle Bahnen etwa gleich ist. Wind- und Stoßanfälligkeiten müssen ebenfalls ausgeschlossen sein. Bei Leichtathletik-Wettkämpfen ist die Kamera teilweise aus diesen Gründen oft nur knapp unter dem Stadiondach montiert.
Sind nicht nur die Zeitabstände für den Wettkampf entscheidend, sondern auch die Endzeiten (was in der Regel der Fall ist), muss die Kamera mit dem Startsignal gekoppelt werden. Dies kann einerseits durch Hardware-Lösungen oder in komplexen Zeitmesssystemen durch exakte Synchronisation der beteiligten Zeitbasen (Kamera-Uhr, Wettkampf-Uhr etc.) geschehen. Zur Kontrolle wird beispielsweise in der Leichtathletik die Startpistole genau auf der Ziellinie abgefeuert. Bei diesem als Nullprobe, oder Nullpunktkontrolle bezeichneten Vorgang ist auf dem erzeugten Bild das Mündungsfeuer zu sehen. Mit einer maximalen Verzögerung von einer Tausendstelsekunde muss die Zeitmessung beginnen. Somit wird die korrekte Synchronisation sichergestellt. 
Oft wird im Ziel, in Höhe der Ziellinie, gegenüber der Kamera eine rotierende Trommel aufgestellt. Diese wird zur Funktionskontrolle eingesetzt: Ist ihre Umlaufzeit konstant (zum Beispiel eine Sekunde) und die Kamera richtig eingestellt, wird in der Aufnahme der aufgedruckte Schriftzug (oft Reklame für den Hersteller der Zeitmesstechnik) korrekt dargestellt und auf der Zeitachse muss dieser genau nach der Umlaufzeit von neuem beginnen.
Bei wichtigen Wettkämpfen ist meist die Verwendung eines Backup- bzw. Sicherungssystems – also eine zweite Zielfotovorrichtung – vorgeschrieben. Falls es die Sportart zulässt, werden die Kameras im Ziel einander gegenüber aufgestellt. Dies verringert auch das Risiko, dass die Auswertung der Aufnahmen durch Überlappungen der Teilnehmer unmöglich wird.

## Einsatz in Sportarten
Prinzipiell findet das Zielfoto in allen Sportarten Anwendung, in denen man knappe Zieleinläufe und damit manuell kaum noch messbare Zeitabstände vorfindet. Dazu gehören unter anderem: Leichtathletik, Schwimmsport, Radsport, Biathlon, Rudern, Kanurennsport, aber auch Hunde- oder Pferderennen.